# هيو لامبرت
هيو لامبرت (بالإنجليزية: Hugh Lambert)‏ هو صحفي وناقد سينمائي أيرلندي، ولد في 27 مايو 1944، وتوفي في 1 ديسمبر 2005.